# Мочилки (Белебеївський район)
Мочи́лки (рос. Мочилки, башк. Мочилка) — присілок у складі Белебеївського району Башкортостану, Росія. Входить до складу Знаменської сільської ради.
Населення — 113 осіб (2010; 132 в 2002).
Національний склад:
- татари — 60 %
- росіяни — 26 %